# Tití de mantell vermell
El tití de mantell vermell (Leontocebus lagonotus) és una espècie de primat de la família dels cal·litríquids. Viu a l'Equador i el Perú. Té una llargada de cap a gropa de 220–270 mm, la cua de 275–330 mm i un pes de 350-400 g. Anteriorment era considerat sinònim del tití de cap bru (L. fuscicollis). El seu nom específic, lagonotus, significa ‘esquena de llebre’ en llatí.